# 白色 (馬)

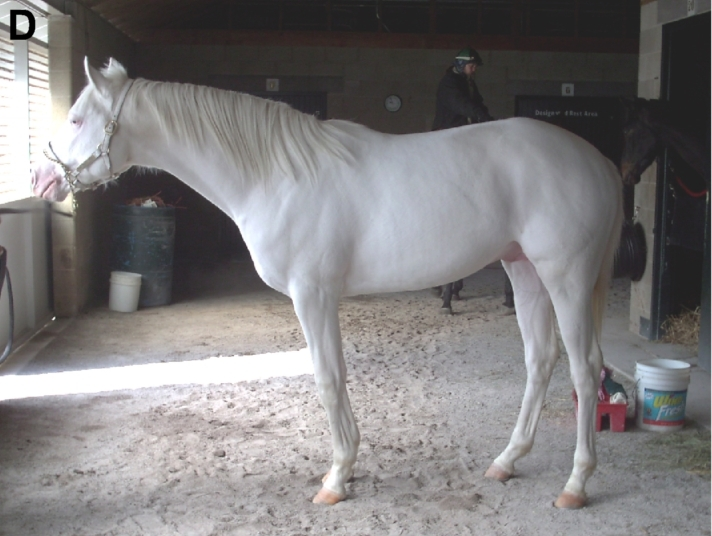

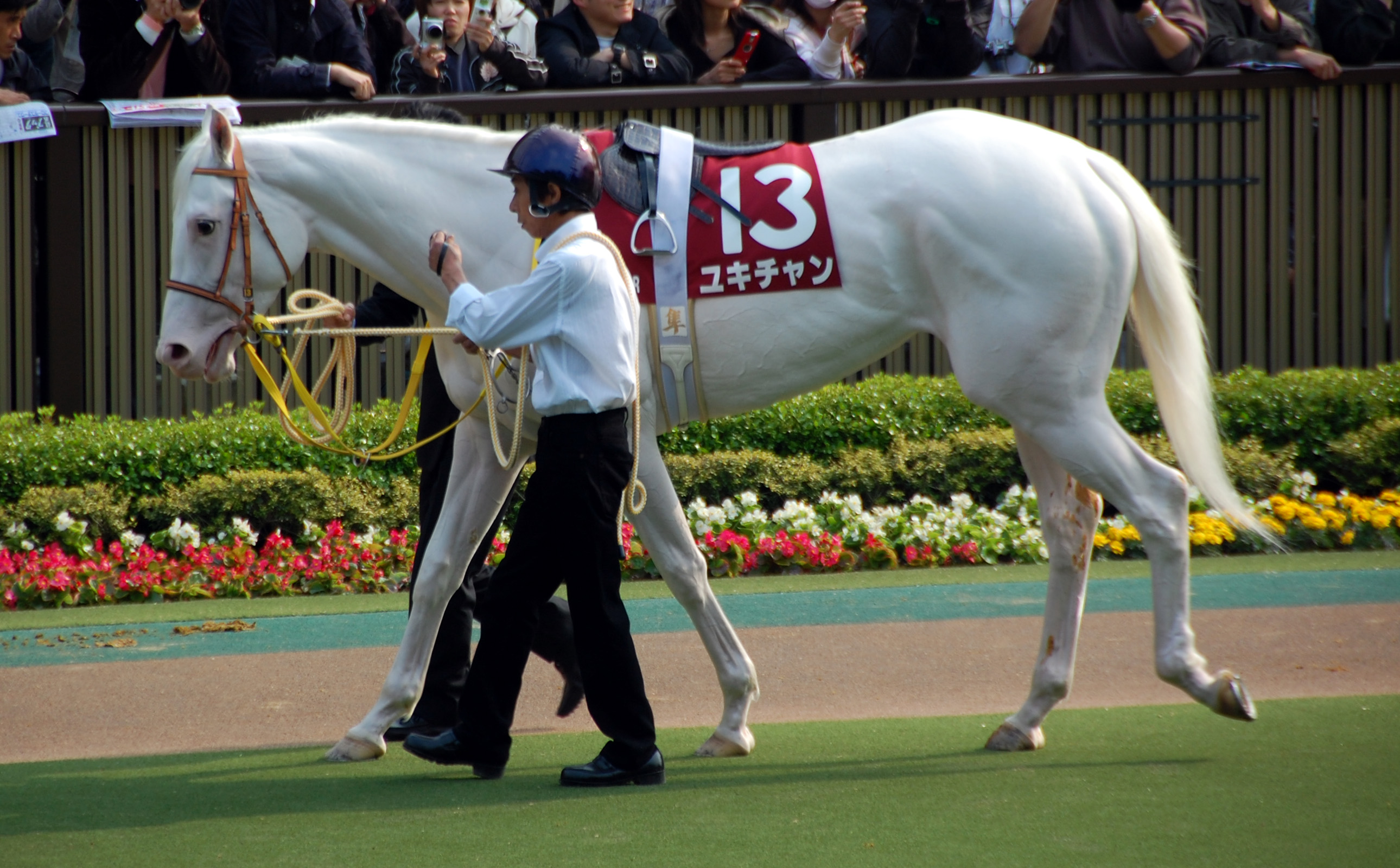

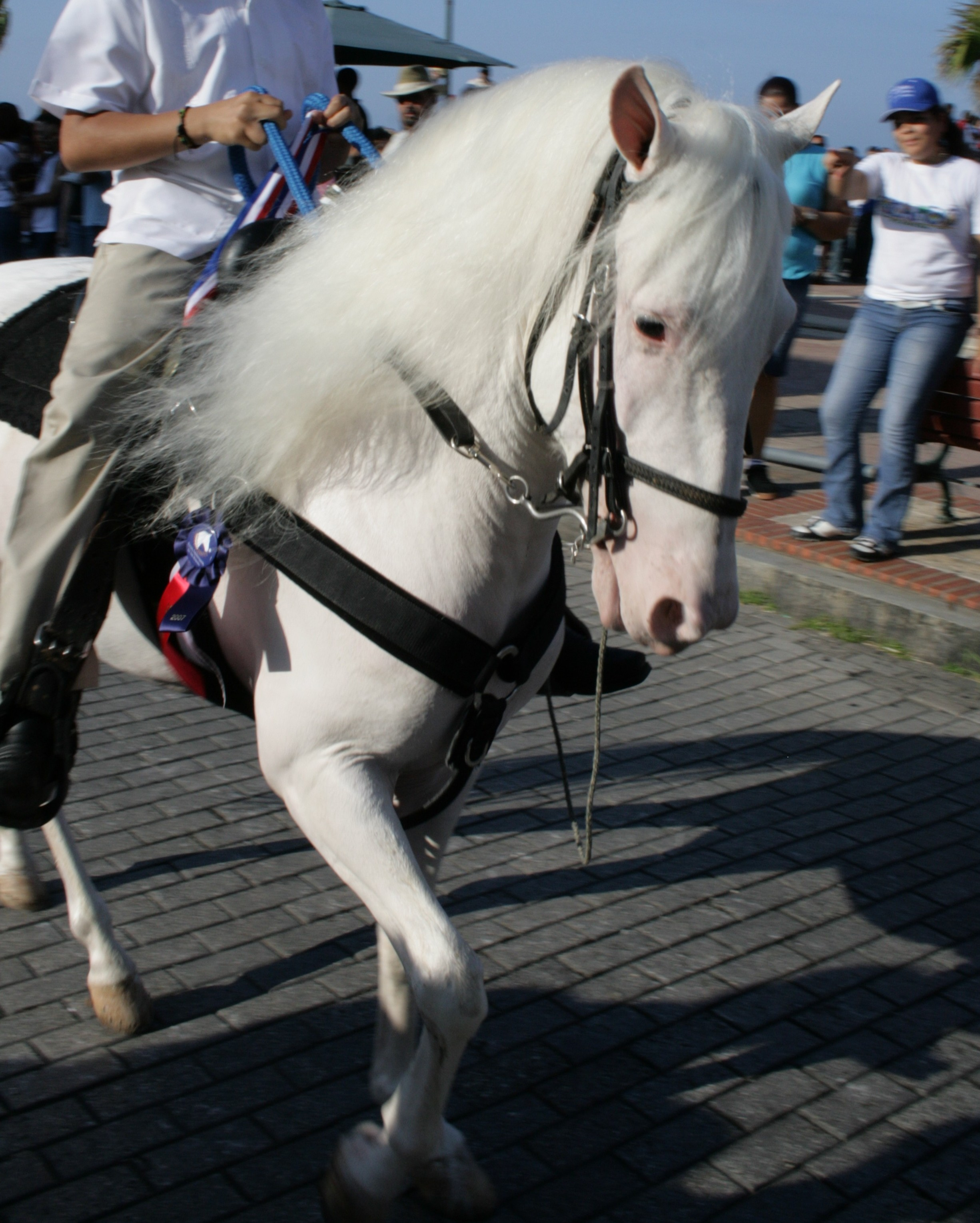

白色是马的一种毛色，和棗色，黑色，栗色為主要的馬匹毛色。白色馬在於當馬匹相關的一對基因有一條出現問題：若整對基因沒有問題，則該馬顏色會由其他基因決定；但若整對基因皆有問題，該馬則無法生存而會在成胎時被吸收。

## 特徵
馬匹身上毛髮，四肢，鬃毛和尾毛的毛髮皆為白色，而皮膚是粉紅色及淺色的眼睛。

但如馬匹身上毛髮為白色，但皮膚是黑色及深色的眼睛，則是灰色馬，因灰色毛色會隨年齡增長變白，但皮膚及眼睛的顏色不會改變。

## 原因
在馬匹的原毛色上擁有稀釋基因 KIT W/W, W/w, 或 Sabino 基因 SB1/SB1 或 Leopard Lp/Lp所致。

## 外部連結
- "Horse coat color and Genetic Disorder Testing" （页面存档备份，存于） Animal Genetics Inc. new Gray Gene Testing for horses